# Đội tuyển bóng ném bãi biển quốc gia Việt Nam
Đội bóng ném bãi biển quốc gia Việt Nam là một đội tuyển quốc gia của Việt Nam. Đội tuyển tham gia vào các giải đấu bóng ném bãi biển quốc tế và các trận giao hữu.

## Kết quả thi đấu

### Đại hội Thể thao Thế giới
- 2001 — Không tham dự
- 2005 — Không tham dự
- 2009 — Không tham dự
- 2013 — Không tham dự
- 2017 — Không đủ điều kiện

### Giải vô địch Thế giới
| Năm  | Vị trí             |
| ---- | ------------------ |
| 2004 | Không tham dự      |
| 2006 | Không tham dự      |
| 2008 | Không tham dự      |
| 2010 | Không tham dự      |
| 2012 | Không tham dự      |
| 2014 | Không đủ điều kiện |
| 2016 | Không đủ điều kiện |
| 2018 | Hạng 14            |
| 2020 | Không đủ điều kiện |
| Tổng | 1/9                |

### Giải vô địch châu Á
- 2004 — Không tham dự
- 2007 — Không tham dự
- 2011 — Không tham dự
- 2013 — Hạng 5
- 2015 — Hạng 6
- 2017 — Hạng 4
- 2019 — Hạng 4

### Đại hội Thể thao Bãi biển châu Á
- 2008 — Không tham dự
- 2010 — Không tham dự
- 2012 — Hạng 12
- 2014 —  Hạng 8
- 2016 —  Hạng 4
- 2020 — CXĐ

### Đại hội thể thao Đông Nam Á
- 2019 —  Huy chương Vàng
- 2021 —  Huy chương Vàng

### Giải vô địch Đông Nam Á
- 2017 —  Huy chương Vàng
- 2020 — Bị hủy bỏ